# Darren Mahon
Darren Mahon é um produtor cinematográfico irlandês. Como reconhecimento, foi nomeado ao Óscar 2019 na categoria de Melhor Curta-metragem por Detainment (2018).